# Adam Adamandy Kochański
Adam Adamandy Kochański (5 de agosto de 1631 - 17 de mayo de 1700) fue un matemático, físico, relojero, pedagogo y bibliotecario polaco; matemático de la corte de Juan III Sobieski.

## Semblanza
Kochański nació en Dobrzyń nad Wisłą. Comenzó su educación en Toruń, y en 1652 ingresó en la Compañía de Jesús en Vilna. Estudió filosofía en la Universidad de Vilna (entonces conocida como "Academia Vilnius"). También estudió matemáticas, física y teología. Continuó dando clases sobre estos temas en varias universidades europeas: en Florencia, Praga, Olomouc, Breslavia, Maguncia y Wurzburgo. En 1680 aceptó una oferta de Juan III Sobieski, rey de Polonia, regresando a su tierra natal y asumiendo el cargo de capellán real, matemático, relojero, bibliotecario y tutor del hijo del rey, Jakub.
Escribió muchos artículos científicos, principalmente sobre matemáticas y mecánica, pero también sobre física, astronomía y filosofía. La más conocida de sus obras, Observationes Cyclometricae ad facilitandam Praxin acomodatae, está dedicada a la cuadratura del círculo y fue publicada en 1685 en la principal revista científica de la época, el "Acta Eruditorum". También encontró una famosa aproximación de π hoy llamada aproximación de Kochański:
{\displaystyle {\sqrt {{40 \over 3}-2{\sqrt {3}}\ }}=3.14153333870509461863\dots }
Kochański cooperó y mantuvo correspondencia con muchos científicos, entre ellos Johannes Hevelius y Gottfried Leibniz. Aparentemente, fue el único de los polacos contemporáneos que conocía los elementos del recién inventado cálculo infinitesimal. Como mecánico, era un relojero de renombre. Sugirió reemplazar el péndulo del reloj por un resorte y estandarizar el número de pulsos del mecanismo de escape por hora.
Murió en Teplice, en Bohemia.